# نيبويسا كوروبكوفيتش
نيبويسا كوروبكوفيتش (بالصربية: Небојша Крупниковић)‏ (15 أغسطس 1973 في أريلييه في صربيا – )؛ هو لاعب كرة قدم سابق كان يلعب كلاعب وسط.

## وصلات خارجية
- نيبويسا كوروبكوفيتش على موقع رابطة كرة القدم اليابانية للمحترفين (اليابانية)
- نيبويسا كوروبكوفيتش على موقع رابطة كرة القدم الفرنسية للمحترفين (الإنجليزية)
- نيبويسا كوروبكوفيتش على موقع قاعدة بيانات كرة القدم.إي يو (الإنجليزية)
- نيبويسا كوروبكوفيتش على موقع بيانات كرة القدم. دي إي (الألمانية)
- نيبويسا كوروبكوفيتش على موقع Soccerway.com (الإنجليزية)
- نيبويسا كوروبكوفيتش على موقع عالم كرة القدم.نت (الإنجليزية)